# Колесниково (Шадринский район)
Колесниково — деревня в Шадринском районе Курганской области России. Входит в состав Батуринского сельсовета.

## География
Деревня находится на северо-западе Курганской области, в пределах юго-западной части Западно-Сибирской равнины, в лесостепной зоне, на восточном берегу озера Дворянского, на расстоянии примерно 33 километров (по прямой) к юго-востоку от города Шадринска, административного центра района. Абсолютная высота — 143 метра над уровнем моря.

### Климат
Климат характеризуется как резко континентальный, с холодной продолжительной малоснежной зимой и тёплым сухим летом. Средняя температура воздуха самого холодного месяца (января) составляет −18 °C (абсолютный минимум — −50 °С); самого тёплого месяца (июля) — 18 °C (абсолютный максимум — 41 °С). Безморозный период длится 192—196 дней. Годовое количество атмосферных осадков — 320—470 мм, из которых большая часть выпадает в тёплый период. Продолжительность периода с устойчивым снежным покровом равна 150—160 дням.

### Часовой пояс
Деревня Колесниково, как и вся Курганская область, находится в часовой зоне МСК+2. Смещение применяемого времени относительно UTC составляет +5:00.

## История
До 1917 года в составе Батуринской волости Шадринского уезда Пермской губернии. По данным на 1926 год село Колесниково состояло из 191 хозяйства. В административном отношении являлось центром Колесниковского сельсовета Батуринского района Шадринского округа Уральской области.

## Население
| 2002 | 2010 |
| ---- | ---- |
| 231  | ↘84  |

По данным переписи 1926 года в селе проживало 1017 человек (480 мужчин и 537 женщин), в том числе: русские составляли 100 % населения.

### Гендерный состав
По данным Всероссийской переписи населения 2010 года в гендерной структуре населения мужчины составляли 53,6 %, женщины — соответственно 46,4 %.

### Национальный состав
Согласно результатам Всероссийской переписи населения 2002 года, в национальной структуре населения русские составляли 98 %.